# 青少女彈頭
青少女彈頭（英語：Negasonic Teenage Warhead），本名艾莉·菲米絲特（Ellie Phimister），是漫威漫畫中的虛構女超級英雄角色，由作家葛蘭·莫瑞森和藝術家法蘭克·奎特利所創作。青少女彈頭首次於《新X戰警》#115中登場。

## 人物
艾莉·菲米絲特是皮膚蒼白、黑色頭髮，身穿哥德次文化服裝的年輕變種人，艾瑪·佛斯特心靈感應課程的學生。

## 其他媒體

### 電影
- X戰警電影系列：由布莉安娜·海德布蘭德飾演青少女彈頭。
  - 《惡棍英雄：死侍》[1][2]（2016年）
  - 《死侍2》[3]（2018年）

- 漫威電影宇宙：由布莉安娜·海德布蘭德回歸飾演青少女彈頭。
  - 《死侍與金鋼狼》[4]（2024年）

### 遊戲
- 《漫威：未來之戰》：手機遊戲，青少女彈頭是玩家可使用角色之一。

## 外部連結
- Negasonic Teenage Warhead （页面存档备份，存于） 漫畫書數據庫
- Negasonic Teenage Warhead （页面存档备份，存于） 超級英雄數據庫
- Marvel Comics Database: Negasonic Teenage Warhead （页面存档备份，存于）